# Henrik Gentski
Henrik iz Genta, tudi Henrik Gentski (lat, Henricus de Gandavo/Henricus Gandavensis) (c. 1217 – 29. Junij 1293) znan tud pod vzdevkom Doctor Solemnis je po mnenju mnogih strokovnjakov na področju zgodovine in filozofije dolgo časa veljal za pripadnika konzervativne teologije, zagretega zagovornika Avguštinsko tradicije in nasprotnik novejših teorij izvirajočih iz Aristotelianizma in Arabske filozofije. Poizkušal je zgladiti spore med tradicionalno Avguštinsko teorijo in nekaterimi osnovnimi principi Aristotelske epistemologije ter Avicenske ontologije in s tem je spodbudil nastanek kompleksnejše in originalnejše združitve teorij. Henrik iz Genta tako po novi evalvaciji spada med sholistične filozofe. Bistveno zanj je zavzemanje za laično ukvarjanje z vero, to pomeni, da se je zavzemal, da se z vero lahko ukvarjajo in jo poučujejo ne le učenjaki in cerkveno priznani duhovniki, temveč tudi raja, oziroma manj izobraženi posamezniki in večinski predstavniki ljudstva (kmetje, obrtniki...). Slednje ga loči od ostalih filozofov in izobražencev ne le na tem področju, vendar tudi na vseh ostalih. Henrik je bil pripravljen tvegati lasten ugled in kariero, da je pomagal in izobraževal ljudi, ki se v mnogih primerih niso zavedali svoje neizobraženosti in posledično svoje nemoči in s tem ranljivosti. Ta lastnost Henrika dela edinstvenega in v svojih metodah svojim sodobnikom in tudi nekaterim naslednikov neenakega.

## Življenje
Informacije o Henriku iz Genta in njegovem življenju ter karieri so precej oskrunjene in nenatančne. Domnevno naj bi se rodil blizu Nizozemskega mesta Gent (niz. Gent), (ang. Ghent), (fra. Gaunt) v mestni četrti Mude, leta 1217. Rodil naj bi se italijanski družini Bonicolli vendar njegovo pravo ime še dandanes ostaja predmet razprave. Henrik je po zgodovinskih virih sodeč doštudiral v Gentu in nato kasneje v Kölnu (star. slov. Kelmorajn) pod Svetim Albertom Velikim (lat. Albertus Magnus). Po pridobitvi doktorata se je vrnil v Gent in je tam domnevno postal prvi poučevalec teologije in filozofije.
Pritegnila ga je slava Pariške univerze, zato se je tja presilil in tam živel med leti 1265 in 1267. Udeležil se je številnih sporov med cerkvenimi redovi in sekularnimi duhovniki, zagovarjal pa je slednjo stran. Za časa ko je bil Henrik regentski mojster na Univerzi v Parizu, je bil obsojen zapisovanja protiverskih idej v svojih študijah. Celoten dogodek poznamo pod imenom Obsodbe na pariški univerzi leta 1277 (v katerih so drastično omejili obsege študij, saj so se številne izkazale za heretične). Pariški škof Étienne (Stephen) Tempier (poznan tudi kot Štefan Orleanski) je obsodil 219 predlogov, ki so jih predložili mojstri Filozofske fakultete. Henrik je bil domneven sokrivec in soavtor obsojenih heretičnih zapisov in je bil zaradi tega je bil poklican v papeške legate po predlogu kolega Avguštinca, Gilesa iz Rima/Gilesa Rimskega
Poziv naj bi Henriku spremenil mnenje o Tomažu Akvinskemu (lat. Thomas Aquinas) in njegovih tezah (v katerih je bilo navedeno, da je človeška duša, bistvena oblika telesa, nepodeljen princip posameznikovega življenja, občutljivosti in racionalnosti). Po objavi papeške bule (razsodba/obsoditev) "Ad fructus uberes" papeža Martina IV. (lat. Martinus IV) leta 1281 je Henrik podprl posvetno duhovščino proti glavnim štirim verskim redovom (Dominikanci, Avguštinci, Gregorijanci in Karmeliti) glede vprašanja "ponovnega spovedovanja" (obveznost spovedi svojemu župniku, vsaj enkrat letno, za že predhodno priznane grehe). Henriku se je to zdelo zelo sporno, saj je to pomenilo ponovno kaznovanje grešnikov za že predhodno obravnavani in tudi kaznovani greh/spoved in je bil v tem nasilnem sporu do konca življenja. Ker so zapisi o njegovem življenju zelo maloštevilni njegov kraj smrti ni zagotovo znan. Domnevno naj bi umrl v Tournaiju v Belgiji ali Parizu

## Delo

### Znanje in resnica
Henrikovo delo "Summa" se ne začne z neposredno obravnavo Boga (kot se na primer začnejo dela veliko njegovih sodobnikov filozofov) temveč z dolgotrajno analizo problema človeškega znanja. Začne se z vprašanjem: ali človek sploh lahko kaj ve? Filozofi tistega časa so menili, da je eden pomembnejših faktorjev v vedenju človeka zaznavanje/učenje, ki pa ga lahko pridobimo s pomočjo naših čutil. Henrik se v tem pogledu izogiba natančnega navezovanja na Avguštinsko teorijo, da ne smemo pričakovati verodostojnih/resničnih odgovorov čutil, oziroma da zaznavam naših čutil ne gre slepo zaupati. Po ponovnem odkritju Aristotelovih del Latinskega Zahoda, je prišlo v splošno veljavo, da vse znanje izvira iz čutil, in zato bi zanikanje kakršne koli vrednosti občutkov pomenilo zanikanje vsakršne možnosti znanja na splošno. Če pogledamo najbolj splošen pomen znanja (lat. "scire": vedeti) , je za Henrika nesporno, da človek nekaj ve. Vendar Henrik tu vseeno avguštinske teorije ne zavrže popolnoma, saj se strinja z njeno trditvijo, da same senzorične zaznave podkrepi oziroma dopolni/razširi naše sprotno oziroma vzporedno čustveno zaznavanje. Če torej ločimo senzorično zaznavanje od presoje intelekta, potem je povsem upravičeno pričakovati vsaj določeno mero verodostojnosti čutil.

### Bit in Stvar
Za Henrika (tako kot za Avicenno) ima vsak predmet in vsako bitje svojo "zanesljivost" (certitudo), zaradi česar je to, kar je. "Certitudo" pomeni stabilnost, doslednost in ontološko samobitnost, (trikotnik je trikotnik in nič drugega, belo je belo in nič drugega). Certitudo tako izraža objektivno vsebino, s katero je vsaka stvar enaka sebi in se razlikuje od drugih stvari; z drugimi besedami, certitudo izraža bistvo ali (quidditas) stvari ("unaquaeque res habet certitudinem propriam quae est eius quidditas" - "vsaka stvar ima svojo lastno gotovost, kar je njeno bistvo").

### Subjektivna možnost in objektivna možnost
Avicenna pravi, da »intentio de re«, t. i. stvarnost (ang. being of reality) prednjači »intentio de esse« t. i. bistvom/esenco (ang. Being of essence). Henrik se s to teorijo strinja in jo povzame v svojih razpravah. Henrik verjame v obstoj bistva, vendar samo v kolikor je povezano z božanskim. Kljub temu pa lahko "ignorairamo" Henrikovo subjektivno mnenje in opredelimo dve možni interpretaciji bistva. V prvem je bistvo nekakšen potencialni substrat, ki začne resnično obstajati v trenutku njegove aktualizacije (primer: Ljudje o Bogu prično razmišljati/se spomnijo nanj, šele ko se le-ta prične neposredno nanašati na njihovo življenje. Ko storijo greh/doživijo neprijeten dogodek, povežejo slednje z ravnanjem Božje sile). Vendar kot Henriki v svoji razpravi z Gilesom iz Rima pogosto poudarja, gre v primeru Boga/Božje sile za "namišljeno podobo" (phantastica imaginatio), saj primerjanje fizične tvorbe s stvarnostjo resno ogroža idejo stvarjenja iz nič. V t.i. genezi/stvarjenju se oblika ne tvori iz nič, temveč iz že obstoječe snovi. Podobno, če bi bilo bistvo potencialni substrat, bit ne bi bil ustvarjen iz nič, temveč iz samega bistva. Druga interpretacija dojema bistvo kot predmet (torej izraz ali rezultat), ne pa subjekt stvarjenja: bistvo je kot tako konstituirano na podlagi razmerja sodelovanja z Stvarnikom.

### Intelekt in volja
Henrik se v svoji razpravi z 20 kvodlibetalnimi vprašanji sprašuje oziroma analizira pomen volje in intelekta. Oba veljata za delno povezana s človeško sfero (Macken 975 in 1977). V razpravi (Quodl. Jaz, q. 14,) je zagovarjana premoč inteligence nad voljo , upoštevajoč tako imenovani "habitus", dejanje in predmet dveh sposobnosti. Tako kot v pavlinski doktrini (red Pavlincev, ravnajo se po dejanjih apostola Pavla) je habitus volje, ki je hkrati tudi ljubezen (caritas), pomembnejši od habitusa intelekta oziroma znanja. Slednji je sestavljen iz želje in ljubezni do boga Boga in je močnejši od dejanja razuma, ki je povezano/reprezentirano le s poznavanjem Boga. Predmet volje, tako imenovano "vrhovno Dobro" (ang. »The supreme Good«), je bolj eminentno kot objekt intelekta/resnica, torej samo dobro dane stvari in je s tem »podrejeno dobro«.

## Dela/razprave
Razprave:
- Znanje in resnica
- Bitje in stvar
- Namerno razlikovanje
- Subjektivna in objektivna verjetnost
- Ključno bitje/bivanje (esse essentiae)
- Jedro bivajočega in ideje o božanskem
- Bog kot prvi predmet našega znanja (primum cognitum)
- Analogija
- Intelekt in volja
- Človeški dimorfizem
- Čas
- Aktivno življenje
- Človeške pravice
- Vrstno razsvetljenje teologije

Dela:
- Quodlibeta Theologica
- Summae quaestionum ordinarium
- Henrici de Gandavo Opera Omnia Leuven
- Syncatagoremata Henrico de Gandavo adscripta